# Tinodes algiricus
Tinodes algiricus är en nattsländeart som beskrevs av Mclachlan 1880. Tinodes algiricus ingår i släktet Tinodes och familjen tunnelnattsländor. Utöver nominatformen finns också underarten T. a. hispaniae.